# Centrolene guanacarum
"Centrolene" guanacarum
Espèce
Statut de conservation UICN

 DD  : Données insuffisantes
"Centrolene" guanacarum est une espèce d'amphibiens de la famille des Centrolenidae. Depuis la redéfinition du genre Centrolene, il est évident que C. guanacarum n'appartient pas à ce genre mais aucun autre genre n'a pour l'instant été proposé de manière formelle.

## Répartition
Cette espèce est endémique du département de Cauca en Colombie. Elle se rencontre de 1 800 à 1 900 m d'altitude sur les versants est et ouest de la cordillère Centrale.

## Description
Les mâles mesurent de 20,6 à 22,3 mm.

## Publication originale
- Ruiz-Carranza & Lynch, 1995 : Ranas Centrolenidae de Colombia VIII. Cuatro nuevas especies de Centrolene  de la Cordillera Central. Lozania, vol. 65, p. 1-16.